# Ara de Trajan
L'Ara de Trajan  est un monolithe présentant une inscription honorifique à l'empereur romain Trajan datant de 103 ans apr. J.-C.. Il est situé dans la freguesia de Caldelas (pt), sur le territoire de la municipalité de Guimarães (district de Braga, Portugal),. 
Il est classé  monument national depuis 1910 .

L'inscription figure sur l'une des faces d'un bloc de granit découpé en trois pans, chacun d'environ trois mètres de haut. Elle se lit comme suit :
« IMP(ERATOR) CAES(AR) NERVA/ TRAIANVS AVG(VSTVS), GER(MANICVS), DAC(ICVS)/ POT(IFEX) MAX(IMVS), TRIB(VNITIA) POT(ESTATE) VII/ IMP(ERATOR) IIII CO(N)S(UL) V, P(ATER) P(ATRIAE)] »
« ("Empereur César Nerva Trajan, Auguste, Germanicus, Dacicus, Pontife Maximus, avec le pouvoir tribun pour la septième fois, Empereur pour la quatrième fois, Consul pour la cinquième fois, Père de la Patrie"). »

## Galerie

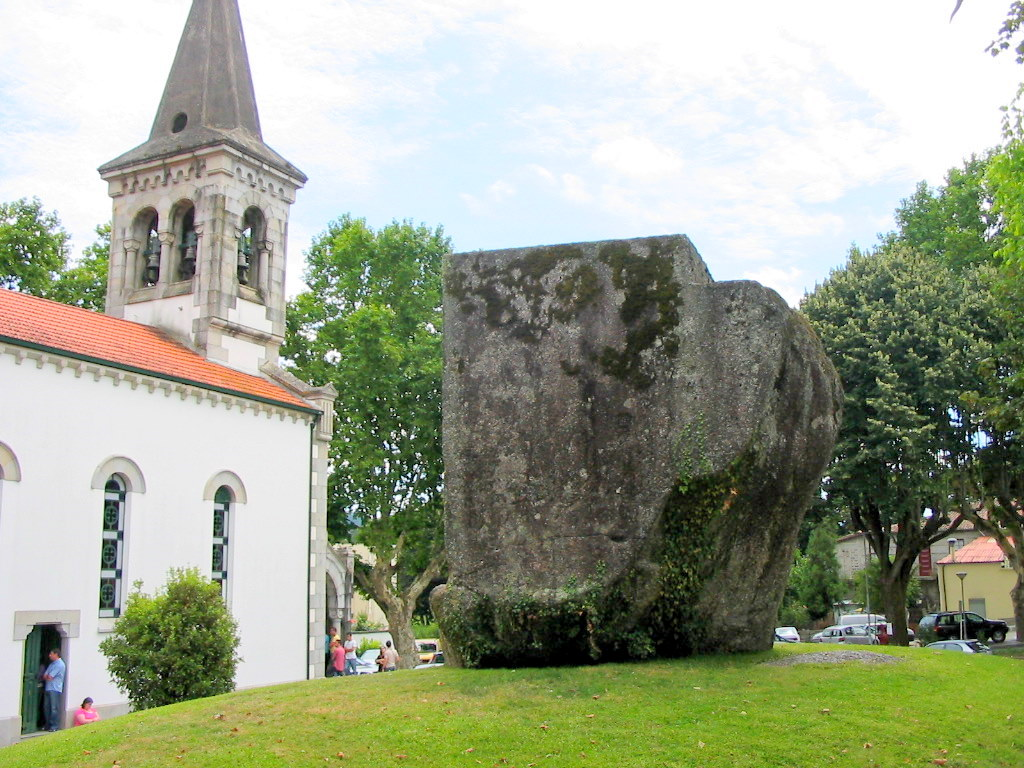
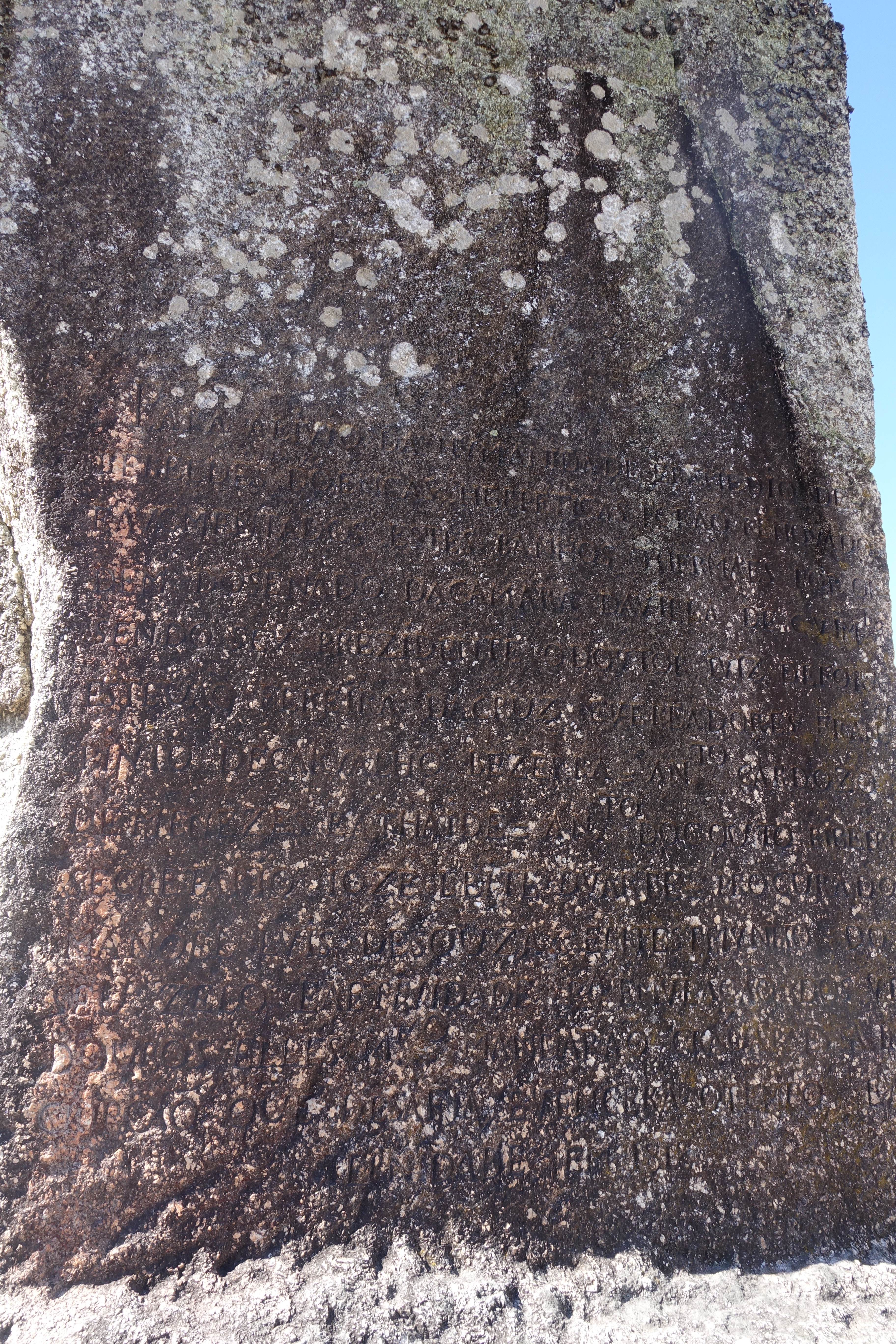